# Хофбург (Инсбрук)
Хофбург (нем. Hofburg) — дворцовый ансамбль Габсбургов в Инсбруке.
Строительство резиденции начал эрцгерцог Сигизмунд в 1460-е годы. В течение следующих 250 лет дворец несколько раз перестраивался. Современный Хофбург имеет пять тематических музейных зон: апартаменты Марии Терезии XVIII века, апартаменты императрицы Елизаветы XIX века, Музей мебели, Галерея предков и Картинная галерея. Эти места представляют различные аспекты большой истории бывшего императорского дворца, который оставался во владении Габсбургов более 450 лет.

## История
Хофбург был построен на территории, которую ранее занимали оборонительные сооружения и башни средневекового города. В четырнадцатом веке, когда Инсбруком правили графы Тироля и Гориции, была построена оборонительная городская стена. Несколько ранних укреплений были сохранены и интегрированы в дворец. 
В 1361 году дом Габсбургов начал свое правление в Тироле и герцог Леопольд IV начал скупать дома и недвижимость в районе дворца. В 1406 году брат Леопольда — герцог Фридрих IV стал правителем Тироля. Он переехал из своей резиденции в городе Мерано в Инсбрук, где основал новую резиденцию рядом с Хофбургом.
В 1446 году правителем Тироля стал эрцгерцог Сигизмунд, который расширил площадь Хофбурга, приобретя близлежащие дома. В этом же году он начал строительство дворца, и в 1463 году в его отапливаемом зале состоялся праздничный банкет. Дворец претерпевал дальнейшее расширение и изменение существующих его частей в последующие годы. В 1500 году, во время правления императора Максимилиана I, было завершено строительство дворца (выполненного в стиле поздней готики), который имел те же размеры площади, что и сегодня. Внутренний двор Хофбурга того времени изображен на двух акварельных работах Альбрехта Дюрера, датируемых между 1495 и 1496 годами.
Между 1520 и 1530 годами Хофбург был преобразован в закрытый комплекс зданий со стенами, разработанный архитектором Георгом Тюрингом (англ. Georg Thüring). В 1533 году Хофбург стал постоянной резиденцией другого императора — Фердинанда I. В 1534 году пожар уничтожил несколько сооружений и итальянский архитектор Lucius de Spaciis, отстраивая их, внёс свои изменения в некоторые объекты дворца. Так высокие готические крыши постепенно были заменены крышами эпохи Возрождения. Преобразование дворца из готического стиля в Ренессанс был продолжен австрийским эрцгерцогом Фердинандом II, который пригласил итальянского мастера-строителя Giovanni Lucchese для изменений в итальянском стиле. Были внесены изменения и в интерьер дворца — написаны фрески художником  Генрихом Тойфелем, на стены добавлены картины, приобретена дорогая мебель.
В XVII веке во дворце жил эрцгерцог Леопольд V и никаких изменений в Хофбурге не происходило из-за Тридцатилетней войны. В течение этого периода во дворце были проведены только небольшие ремонты. Затем императорская семья переехала в замок Руелуст (Ruhelust) парка Хофгартен, Инсбрук. А в 1665 семья Габсбургов переехала в Вену, ставшей центром империи, где была одноимённая зимняя резиденция Габсбургов. Дворец Хофбург посещался членами императорской семьи во время их путешествий. 

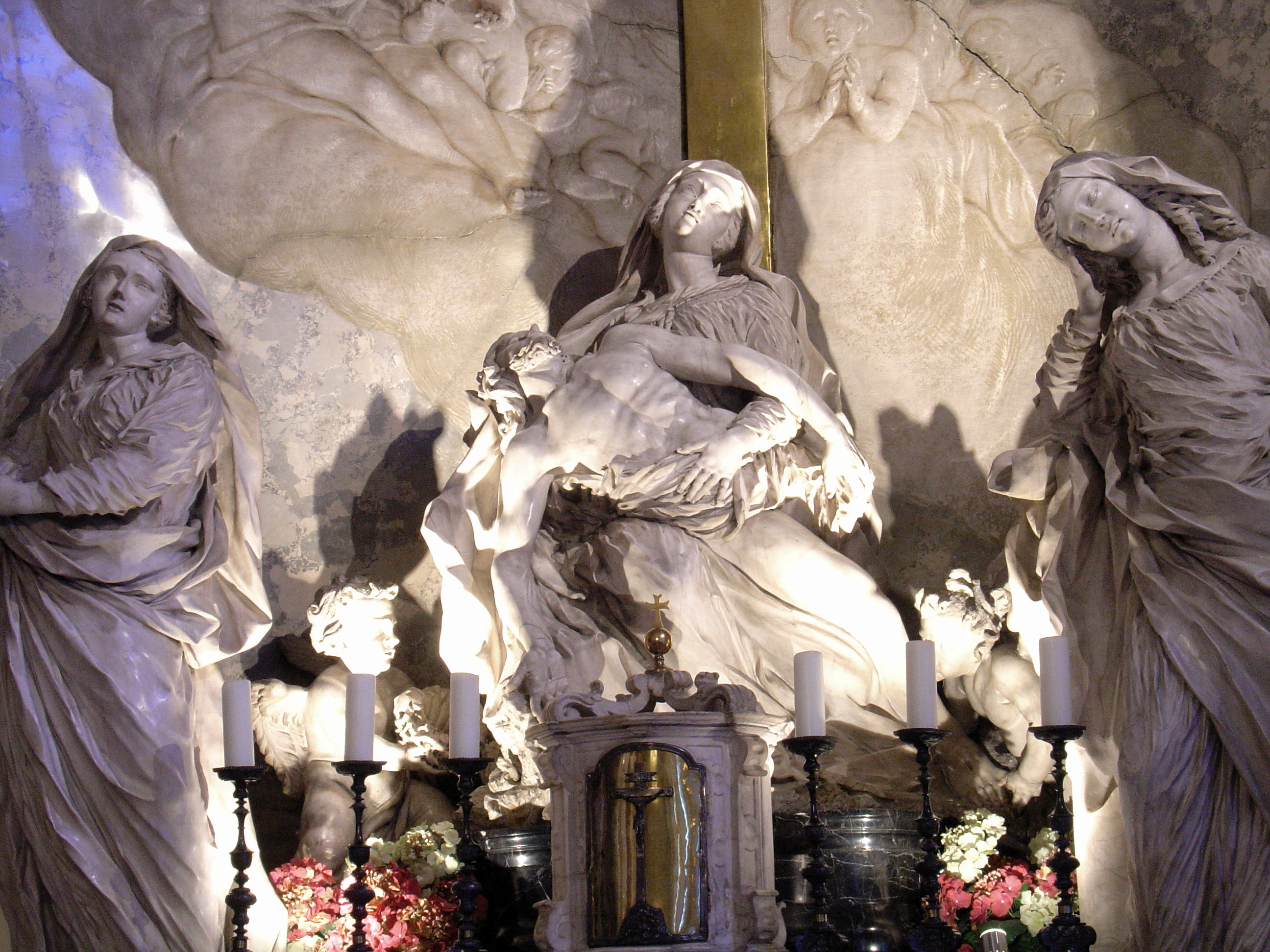
Алтарь часовни Хофбурга

В XVIII веке дворец был перестроен в стиле барокко императрицей Марией-Терезией. Реконструкция длилась с 1754 по 1776 годы и прерывалась Семилетней войной. В 1765 году, после окончания войны, Мария-Терезия выбрала Хофбург в качестве места проведения свадьбы ее сына, будущего императора Леопольда II и Марии Луизы Испанской. Свадьба была пышно отпразднована 4 августа 1765 года и еще в течение 14 дней продолжался праздник, когда 18 августа неожиданно умер муж Марии-Терезии император Франц I Стефан. В соответствии с пожеланием императрицы, помещение, где умер её муж, было преобразовано в 1766 году в часовню. В 1767 году Мария-Терезия пригласила придворного архитектора Никколо Пакасси для преобразования летнего дворца Шёнбрунн в жилой дворец в стиле барокко. Он же привнес изменения этого стиля в дворец Хофбург.

Реконструкция под стиль барокко
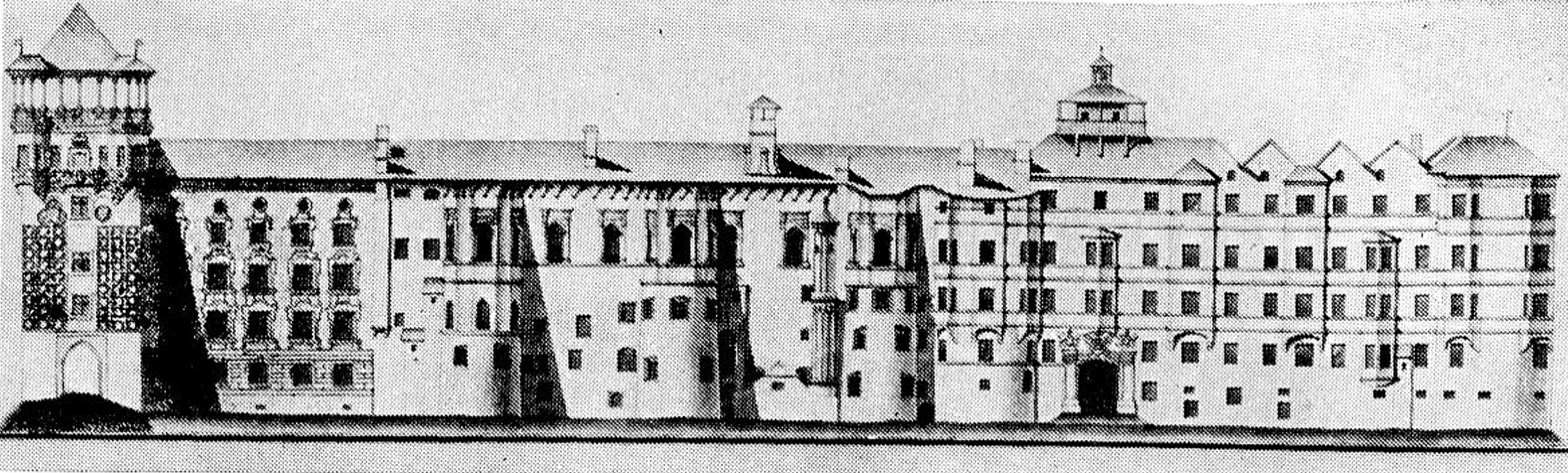
До реконструкции
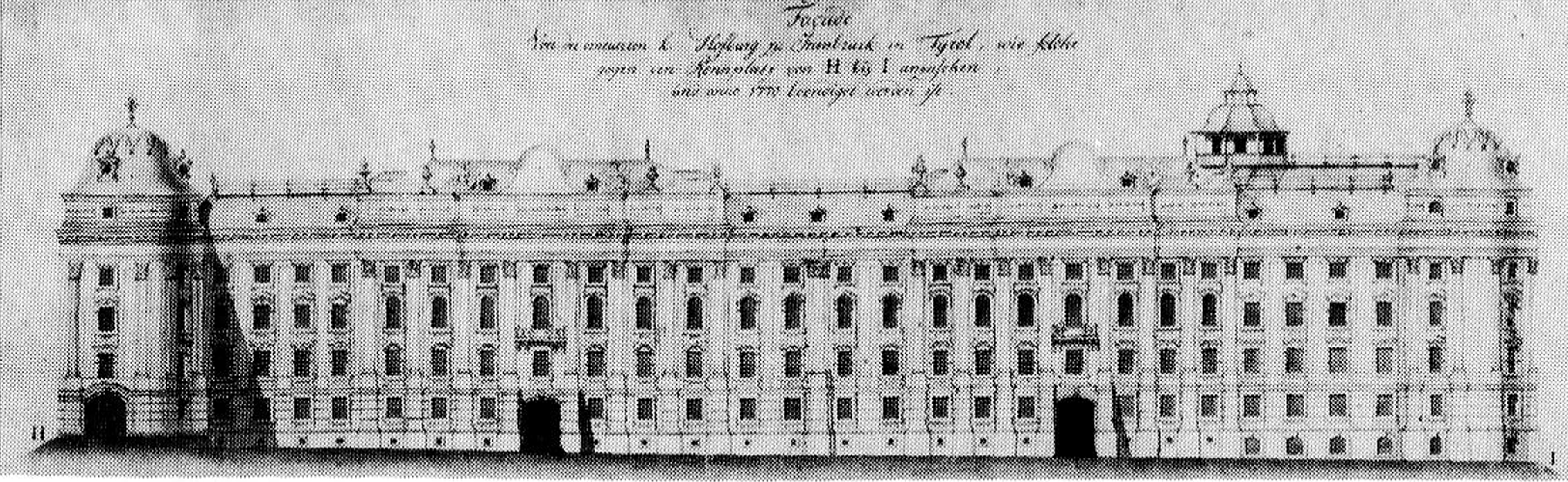
После реконструкции

Во время Наполеоновских войн, после того как Габсбурги уступили Тироль Баварии, бывшей в то время союзницей Наполеона, с 1805 года Хофбург являлся резиденцией короля Баварии Максимилиана I. В 1809 году тирольский народный герой Андреас Гофер поднял восстание против оккупационных властей Баварии и в течение двух месяцев жил в Хофбурге в качестве лидера Тироля. После Венского конгресса 1814—1815 годов Тироль был возвращен Австрии и только в 1858 году была произведена последняя крупная реорганизация императорской резиденции по образцу дворца Шёнбрунн. Эрцгерцог Карл Людвиг, будучи наместником Инсбрука, приказал адаптировать внутренние апартаменты для своей золовки императрицы Елизаветы. Венским придворным скульптором August La Vigne были выполнены внутренние преобразования в стиле барокко, и было добавлено много новой мебели, находящейся во дворце по настоящее время. Елизавета всего несколько раз посетила дворец, в то время как ее супруг император Франц Иосиф регулярно бывал в Тироле и проживал в Хофбурге. В течение XIX века и в начале XX-го здесь бывали и жили другие Габсбурги — Карл Фердинанд Австрийский, Евгений Австрийский, Генрих Фердинанд.
После упразднения в 1918 году монархии, императорское владение перешло государству и специальная государственная структура заведует делами третьего по важности исторического здания Австрии. 
В 2006—2010 годах завершился последний ремонт некоторых зданий дворца Хофбург, который нередко используется для проведения мероприятий с участием высокопоставленных лиц.

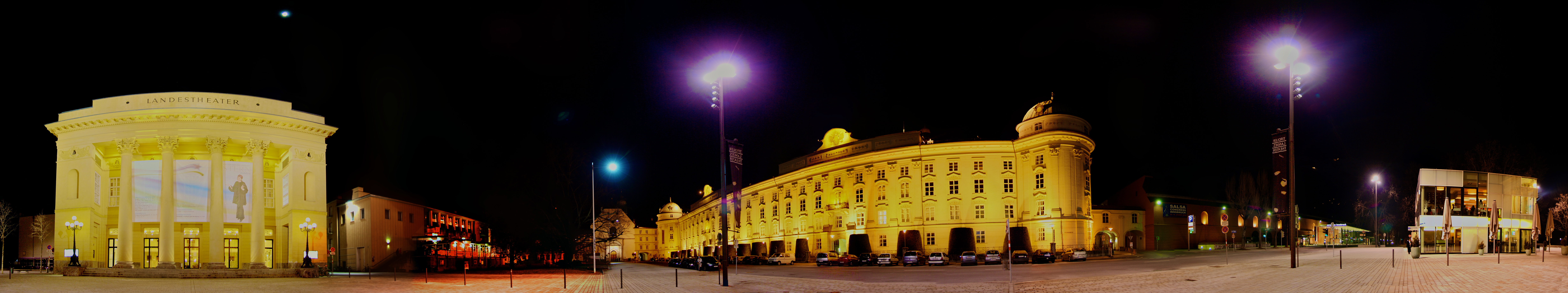
Панорама: Императорский дворец Хофбург и Государственный театр (слева), 2008 год